# Mandżuria
Mandżuria (mandż. ᠮᠠᠨᠵᡠ, Mandżu; chiń. upr. 满洲; chiń. trad. 滿洲; pinyin Mǎnzhōu; mong. Манж, Mandż) – kraina historyczna w północno-wschodniej części dzisiejszych Chin. Na zachodzie ograniczają ją góry Wielki Chingan i Mongolia Wewnętrzna, na północy i wschodzie rzeki Amur i Ussuri, a na południu Morze Żółte.
Na ziemiach tych tradycyjnie zamieszkiwali Kitanowie, Dżurdżeni oraz Xianbei, którzy stworzyli kilka dynastii w północnych Chinach. Teren ten jest również ojczyzną dla Mandżurów, którym te tereny zawdzięczają swoją nazwę.

## Etymologia
Nazwa Mandżuria jest spolszczeniem mandżurskiego słowa Mandżu (język chiński: Mǎnzhōu), analogicznym do zasymilowanych wersji tego słowa w innych językach europejskich. Po rewolucji w Chinach w 1911 roku, w wyniku której upadła dynastia Qing, Mandżuria zaistniała w dokumentach jako Chiny północno-wschodnie (Dongbei).

## Historia
Na początku XI w. z ludu Heishui Mohe wyłoniła się grupa nazywająca siebie Dżurdżenami. W 1121 roku opanowali większość terenów obecnej Mandżurii, rozbijając kitańskie państwo Liao i ustanawiając własne państwo Jin, które od połowy XII w. panowało też nad północnymi Chinami. W 1234 r. państwo Dżurdżenów zostało unicestwione przez Czyngis-chana.
Na początku XVII w. Nurhaczy utworzył z części Dżurdżenów silny związek rodowo-plemienny i opanował północną Mandżurię. W 1618 roku Nurhaczy rozpoczął ekspansję na południe, tworząc silne państwo ze stolicą w Mukdenie. W 1635 roku jego syn Hong Taiji przemianował podległych sobie żołnierzy, zorganizowanych w Osiem Chorągwi na „Mandżurów”, co przeniosło nazwę na region. W 1644 roku Mandżurowie podbili Chiny i założyli cesarską dynastię Qing rządzącą Chinami w latach 1644–1911.
W czasach kryzysu Chin na początku XX wieku o teren Mandżurii rywalizowały Rosja i Japonia. Po wojnie w latach 1904–1905 Mandżuria znalazła się pod wpływami Japonii. W 1932 roku po incydencie mukdeńskim powstało marionetkowe państwo Mandżukuo.
Po II wojnie światowej Mandżuria znalazła się w obrębie Chińskiej Republiki Ludowej.

## Informacje ogólne
- Stolica: Shenyang (Mukden)

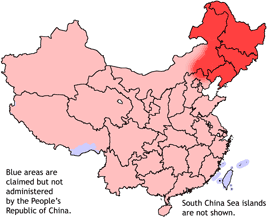
Mandżuria (kolor czerwony) na tle Chińskiej Republiki Ludowej

- Powierzchnia: 779 892 km², w tym: Heilongjiang (459 942 km²), Jilin (179 967 km²), Liaoning (139 983 km²)
- Języki: chiński (dialekt mandaryński), koreański, mandżurski
- Religie: buddyzm, taoizm, katolicyzm, protestantyzm

## Geografia

### Klimat
Klimat Mandżurii cechuje się wyraźnymi kontrastami sezonowymi. Występują tu wilgotne i niemal tropikalne lato oraz sucha, arktyczna zima. Tak duże zróżnicowanie jest spowodowane umiejscowieniem geograficznym Mandżurii – na granicy rozległego kontynentu euroazjatyckiego oraz ogromnego Oceanu Spokojnego – w rejonie występowania monsunów.
Latem, gdy ziemia nagrzewa się szybciej niż ocean, nad kontynentem powstaje ośrodek niskiego ciśnienia, który powoduje tworzenie ciepłego, wilgotnego wiatru, wiejącego znad oceanu. Wiatr ten przynosi ze sobą obfite, nagłe deszcze. Powodują one, że średnie opady w Mandżurii wynoszą od 400 mm na zachodzie do 1150 mm w Górach Wschodniomandżurskich. Temperatury latem są bardzo wysokie i wahają się od 31°C na południu do 24°C na północy.
Zimą wyż syberyjski przynosi ze sobą północny, zimny wiatr oraz powoduje, że temperatury wahają się od -5°C na południu do -30°C na północy, gdzie obszar wiecznej zmarzliny sięga północnego Heilongjiangu. Chociaż zimy są bardzo mroźne, zarazem są bardzo suche i śnieg pada tu tylko kilka razy w roku.

### Inne
- Najwyższy punkt w Mandżurii to Pektu-san (2744 m)
- Największe miasta: Harbin, Changchun, Anshan, Jilin, Dalian
- Najdłuższe rzeki: Sungari, Ussuri, Amur, Argun, Jalu, Liao He, Nen Jiang, Hun He, Liu He, Xiliao He
- Największy port: Lüshun
- Port lotniczy: Dalian

## Gospodarka
Mandżuria była pierwszym regionem Chin, który znał nowoczesne procesy industrializacji. Po powstaniu Chińskiej Republiki Ludowej Chiny północno-wschodnie pozostały najbardziej uprzemysłowionym regionem państwa. W ostatnim czasie jednakże przemysł ciężki, na którym gospodarka tego terenu się opiera, znalazł się w fazie stagnacji. W tym samym czasie rząd Pekinu przeprowadza prywatyzację i liberalizację rynku. Aby rozwiązać problem, rząd zdecydował się na wprowadzenie programu „rewitalizacji północnego wschodu”.
Teren Mandżurii jest bogaty w węgiel kamienny, rudy żelaza, ropę naftową, aluminium. Uprawia się tu również bawełnę, pszenicę, soję, ryż, proso oraz ziemniaki.
Dzięki bogatym złożom dominuje tu przemysł wydobywczy, a także metalurgiczny (hutnictwo żelaza), chemiczny, farmaceutyczny oraz elektromaszynowy (metalowy, samochodowy).